# Busto Garolfo
Busto Garolfo es un municipio de la provincia de Milán (Italia). 

## Evolución demográfica
| Gráfica de evolución demográfica de Busto Garolfo entre 1861 y 2001 |
|                                                                     |
| Fuente ISTAT - elaboración gráfica de Wikipedia                     |